# Mastacembelus praensis
Mastacembelus praensis är en fiskart som först beskrevs av Travers 1992.  Mastacembelus praensis ingår i släktet Mastacembelus och familjen Mastacembelidae. IUCN kategoriserar arten globalt som livskraftig. Inga underarter finns listade i Catalogue of Life.